# Gare de Nation
La gare de Nation est une gare ferroviaire française située à la limite des 11e arrondissement et 12e arrondissements de Paris.

## Situation
Elle se situe sous la place de la Nation, entre la gare de Lyon et la gare de Vincennes.

## Histoire
La gare, mise en service le 14 décembre 1969, fut le terminus occidental du premier tronçon du RER A, nommé provisoirement à cette époque le Métro régional, qui circulait alors uniquement vers l'est jusqu'à Boissy-Saint-Léger. C'est à partir du 8 décembre 1977, date de naissance officielle du RER A, que la gare de Nation est reliée aux autres gares du Métro régional, jusqu'au terminus de Saint-Germain-en-Laye.
En 2021, la fréquentation annuelle estimée par la RATP est de 3 492 188 voyageurs.
Un peu plus de cinquante ans après sa mise en service, la gare doit être rénovée ; cependant, les travaux de rénovation prévus pour 2023 seront retardés, en raison de contraintes techniques,.

## Services des voyageurs

### Accueil
La gare a été dessinée par l'architecte Alain Bourbonnais. L'ouverture de la voûte est de 25 m. Les quais ont une longueur de 228 m, pour une largeur au niveau des quais de 36,4 m. Le quai de la voie en direction de Gare de Lyon a une largeur de 7 m, alors que celui de la voie en direction de Vincennes a une largeur de 11 m. Cette différence s'explique par le fait que la gare a été pendant quelques années le terminus occidental de la ligne et que le quai de départ (voie en direction de Vincennes) devait être plus large que le quai d'arrivée (voie en direction de Paris) ceci afin de permettre le stationnement des voyageurs.

### Desserte
La gare est desservie par les trains de la ligne A du RER.
Depuis le 16 décembre 2013, la gare est desservie aux heures creuses, par 15 trains par heure dans chaque sens, soit un train toutes les quatre minutes (au lieu de 18 trains par heure, soit 3 min 20, auparavant). Dans le sens Ouest-Est, les trains en provenance de Poissy, ayant pour ancien terminus la gare de Noisy-le-Grand-Mont d'Est, sont prolongés jusqu'à Torcy. Aux heures de pointe, les trains ayant pour ancien terminus la gare de Noisy-le-Grand-Mont d'Est sont aussi prolongés jusqu'à Torcy.

### Intermodalité

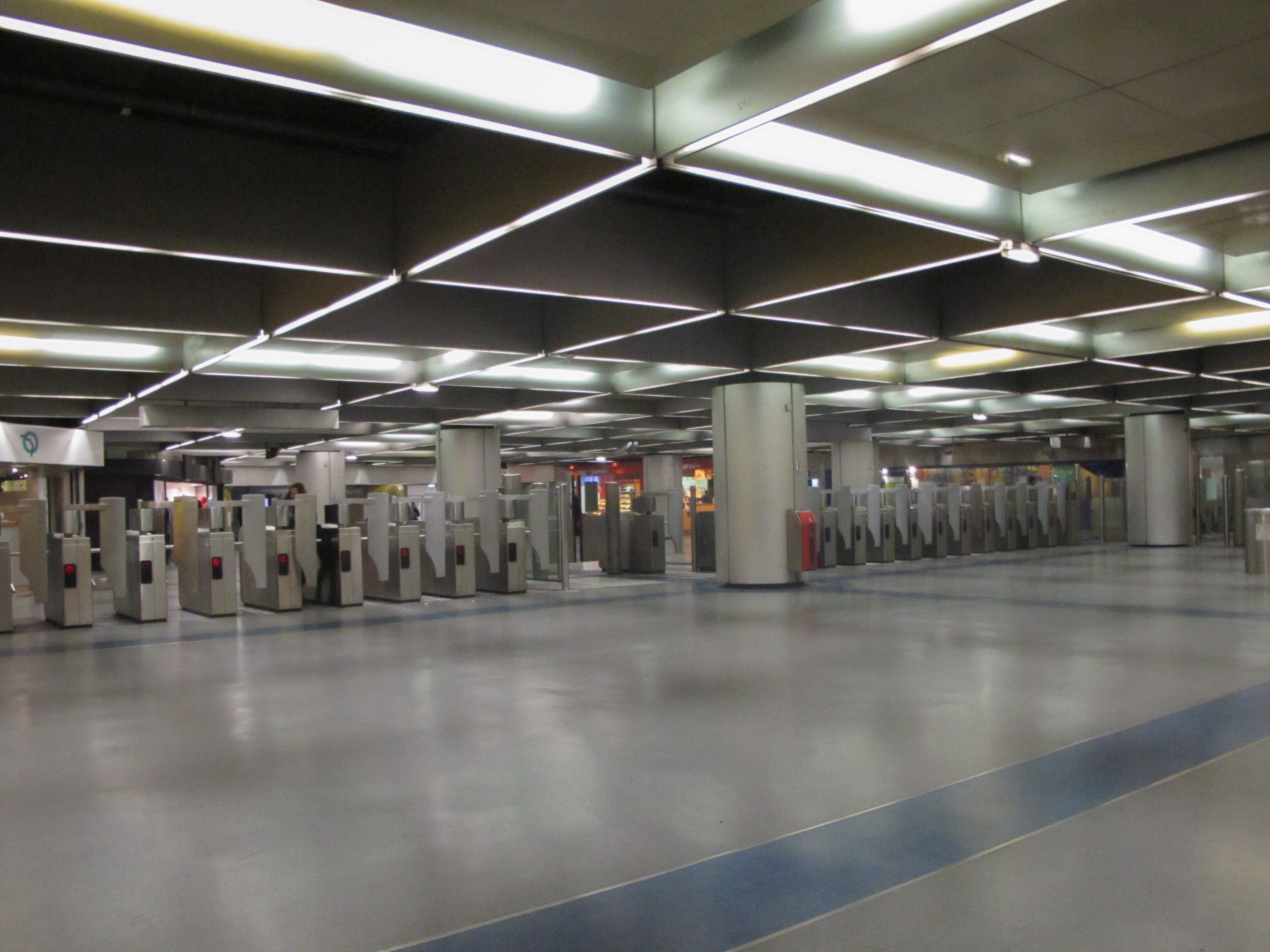
Postes de validation des titres de transport de la salle d'échanges inférieure, servant à la sortie du RER.

La gare offre plusieurs correspondances :
- avec les lignes 1, 2, 6 et 9 du métro à la station Nation ;
- avec les lignes 26, 56, 57, 71, 86, 215 et 351 du réseau de bus RATP. La ligne 351 assure une liaison avec l'aéroport de Roissy-Charles-de-Gaulle ;
- et, la nuit, avec les lignes N11 et N33 du réseau de bus Noctilien.

## Projet de tramway
À terme, la gare pourrait être en correspondance avec la ligne de tramway T3a ou la ligne de tramway T3b qui seraient prolongées depuis la porte de Vincennes, ce qui permettrait aux utilisateurs de ces lignes de bénéficier d'une correspondance avec les lignes de métro 2, 6 et 9 ainsi qu'avec la ligne A du RER.

## À proximité
La gare dessert la place de la Nation et se situe à proximité de la barrière du Trône.